# Makak czarnawy
Makak czarnawy (Macaca nigrescens) – gatunek ssaka naczelnego z podrodziny koczkodanów (Cercopithecinae) w obrębie rodziny koczkodanowatych (Cercopithecidae). Endemit Celebesu. Jest narażony na wyginięcie.

## Taksonomia
Gatunek po raz pierwszy zgodnie z zasadami nazewnictwa binominalnego opisał w 1849 roku holenderski zoolog Coenraad Jacob Temminck, nadając mu nazwę Papio nigrescens. Miejsce typowe to Gorontalo, północny Celebes, Indonezja. Okaz typowy (lektotyp) to zamontowana skóra (w znaturalizowanej pozycji) i czaszka samicy (sygnatura RMNH.MAM.39136) ze zbiorów Rijksmuseum van Natuurlijke Historie w Lejdzie; okaz zebrał 12 października 1841 roku Eltio Alegondus Forsten.
Macaca nigriscens należy do grupy gatunkowej silenus. M. nigrescens jest genetycznie i morfologicznie podobny do M. nigra, a strefa intergradacji między nimi została zgłoszona w zachodniej części Parku Narodowego Bogani Nani Wartabone w dolnym biegu rzeki Onggak Dumoga. 
Autorzy Illustrated Checklist of the Mammals of the World uznają ten gatunek za monotypowy. 

### Etymologia
- Macaca: port. macaca, rodzaj żeński od macaco ‘małpa’; Palmer sugeruje, że nazwa ta pochodzi od słowa Macaquo oznaczającego w Kongu makaka i została zaadoptowana przez Buffona w 1766 roku[7].
- nigrescens: łac. nigrescens, nigrescentis ‘czarniawy’, od nigrescere ‘być czarnym’, od niger ‘czarny’[8].

## Występowanie
Jest to endemiczny gatunek makaka występujący w lasach deszczowych w północnej części wyspy Celebes w Indonezji, na wschód od Gorontalo do rzeki Onggok Dumoga na północnej półwyspowej części wyspy. Występuje zarówno na terenach nizinnych, jak i górskich (do 2000 m n.p.m.).

## Morfologia
Samce zwykle są większe od samic, brak dymorfizmu płciowego. Osiągają 50–60 cm długości oraz mają krótki ogon o długości 2–5 cm; brak danych dotyczących masy ciała.

## Styl życia
Makak czarnawy praktycznie cały czas spędza na drzewach. Prawie połowę doby spędza na odpoczynku, natomiast jedzenie zajmuje mu tylko 10% czasu. Zwykle tworzą grupy kilkunastu osobników, jednak można spotkać je w grupie nawet około 60. Współczynnik samców do samic w stadzie wynosi około 1 do 7.

## Pożywienie
Żywią się głównie owocami, które stanowią 85% ich diety. Resztę uzupełniają roślinami oraz nasionami.

## Status zagrożenia
W Czerwonej księdze gatunków zagrożonych Międzynarodowej Unii Ochrony Przyrody i Jej Zasobów został zaliczony do kategorii VU (ang. vulnerable ‘narażony’).